# 奧豪湖
44°15′S 169°51′E / 44.250°S 169.850°E

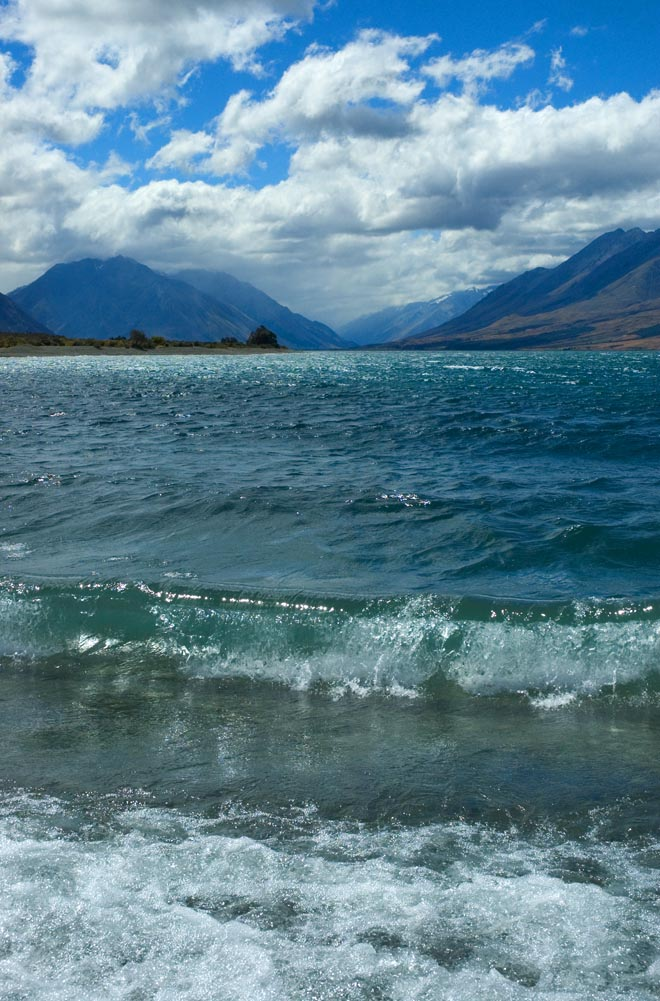

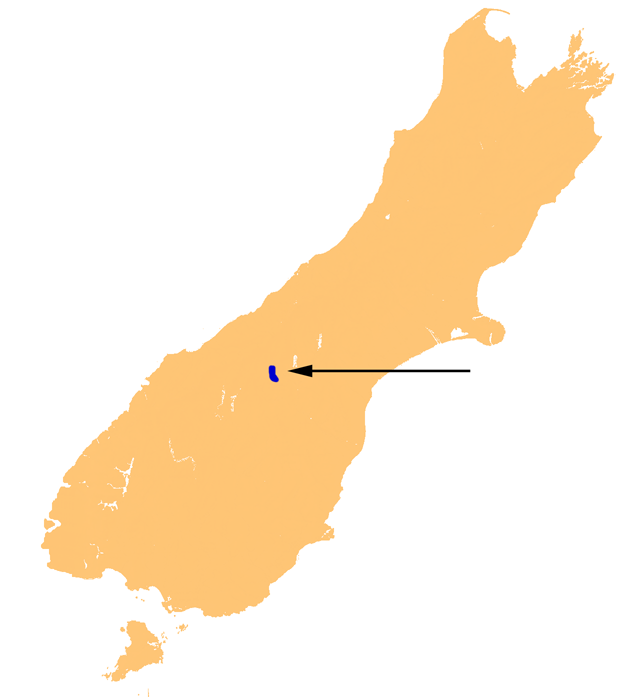

奧豪湖是新西蘭的湖泊，位於南島，由坎特伯雷負責管轄，面積54平方公里，集水區面積1,198平方公里，海拔高度520米，平均水深74米，最大水深129米，蓄水量4.02立方公里。

## 外部連結
- Ski Ohau
- Pictures of Ohau （页面存档备份，存于）